# Pseudotephritis millepunctata
Pseudotephritis millepunctata är en tvåvingeart som först beskrevs av Willi Hennig 1939.  Pseudotephritis millepunctata ingår i släktet Pseudotephritis och familjen fläckflugor. Inga underarter finns listade i Catalogue of Life.